# NGC 5810
NGC 5810 ist eine 13,2 mag helle Balkenspiralgalaxie vom Hubble-Typ SB(rs)b: im Sternbild Waage am Nordsternhimmel, die schätzungsweise 144 Millionen Lichtjahre von der Milchstraße entfernt ist. 
Das Objekt wurde im Jahr 1886 von Ormond Stone entdeckt.